# Чуенко, Пётр Дмитриевич
Пётр Дмитриевич Чуенко (13.02.1912 — 18.01.1945) — командир пулемётного расчёта 936-го стрелового полка, сержант. Герой Советского Союза.

## Биография
Родился 31 января 1912 года в селе Петропавловка ныне Городищенского района Черкасской области. Украинец. Работал кузнецом.
В Красной Армии в 1937—1939 и с 1944 года. На фронтах Великой Отечественной войны с февраля 1944 года.
Командир пулемётного расчёта 936-го стрелового полка 254-й стрелковой дивизии 52-й армии 2-го Украинского фронта сержант Чуенко во время наступления на село Кобыляки 5 марта 1944 года огнём подавил две пулемётные точки противника и уничтожил 25 вражеских солдат.
28 марта Чуенко первым форсировал реку Прут севернее города Яссы и огнём своего пулемёта уничтожил 45 румынских солдат и офицеров, прикрывал переправу остальных подразделений.
1 апреля 1944 года на высоте Безымянной сержант Чуенко отразил семь контратак врага. Благодаря его мужеству противник не сумел прорвать нашу оборону на занятых рубежах. В этом бою Чуенко уничтожил 50 солдат и офицеров врага.
Указом Президиума Верховного Совета СССР от 13 сентября 1944 года за мужество, отвагу и героизм, сержанту Чуенко Петру Дмитриевичу присвоено звание Героя Советского Союза.
Пропал без вести 18 января 1945 года в боях за освобождение Венгрии.
В Доме культуры села Петропавловка установлен бюст Героя. Его имя носит школа, где он учился.
Награждён орденами Ленина, Славы 3-й степени.